# Tretton dagar (TV-serie)
Tretton dagar, alternativt 13 dagar, är en svensk miniserie på två delar i regi av Keve Hjelm. Manuset skrevs av Lennart F. Johansson. Premiärvisningen skedde 25-26 december 1970 och den har även funnits tillgänglig några veckor 2016 i SVT Öppet arkiv.

## Handling
Göran beter sig provocerande och cyniskt mot alla i sin omgivning, flickvännen, familjemedlemmarna och arbetskamraterna. Något som till slut slår tillbaka mot honom.

## Rollista
- Emy Storm - Märta
- Jan Erik Lindqvist - Åke
- Göran Stangertz - Göran
- Lars Green - Bengt
- Keve Hjelm - Tore
- Viveca Dahlén - Anita
- Lena Bergqvist - Berit
- Torsten Wahlund - Erik
- Arne Ragneborn - Evert
- Chris Wahlström - Signe
- Gunvor Pontén - Anna
- Tord Peterson - Anton
- Nils Hallberg - Franz
- Hans Ernback - Göte
- Anders Janson - Valter
- Jan-Olof Rydqvist - ett fyllo